# Morgan Gautrat
Morgan Paige Gautrat (* 26. Februar 1993 als Morgan Paige Brian in St. Simons, Georgia) ist eine US-amerikanische Fußballnationalspielerin, die seit der Saison 2023 beim NWSL-Teilnehmer Kansas City Current unter Vertrag steht.

## Karriere

### Vereine
Gautrat spielte von 2012 bis 2014 für das Team der University of Virginia, die Virginia Cavaliers. Zudem absolvierte sie im Jahr 2013 ein Ligaspiel für den WPSL-Teilnehmer Florida Sol FC. Beim College-Draft zur Saison 2015 der NWSL wurde Gautrat an erster Position von der Franchise der Houston Dash gedraftet. Ende August 2017 wechselte sie im Tausch für Kristie Mewis zum Ligakonkurrenten Chicago Red Stars. Knapp vier Monate später erhielt sie bei Frankreichs Serienmeister Olympique Lyon einen Vertrag bis Sommer 2020. Dort absolvierte Gautrat bis zur Vertragsauflösung im Sommer 2018 jedoch, auch aufgrund von Verletzungen, nur vier Ligaspiele (ein Tor). In der Folge kehrte sie zu den Chicago Red Stars zurück. In der regulären Saison belegte Chicago den vierten Platz und scheiterte dann im Halbfinale der NWSL Championship Play-offs am späteren Sieger North Carolina Courage. Zur Saison 2023 wechselte sie zu Kansas City Current.

### Nationalmannschaft

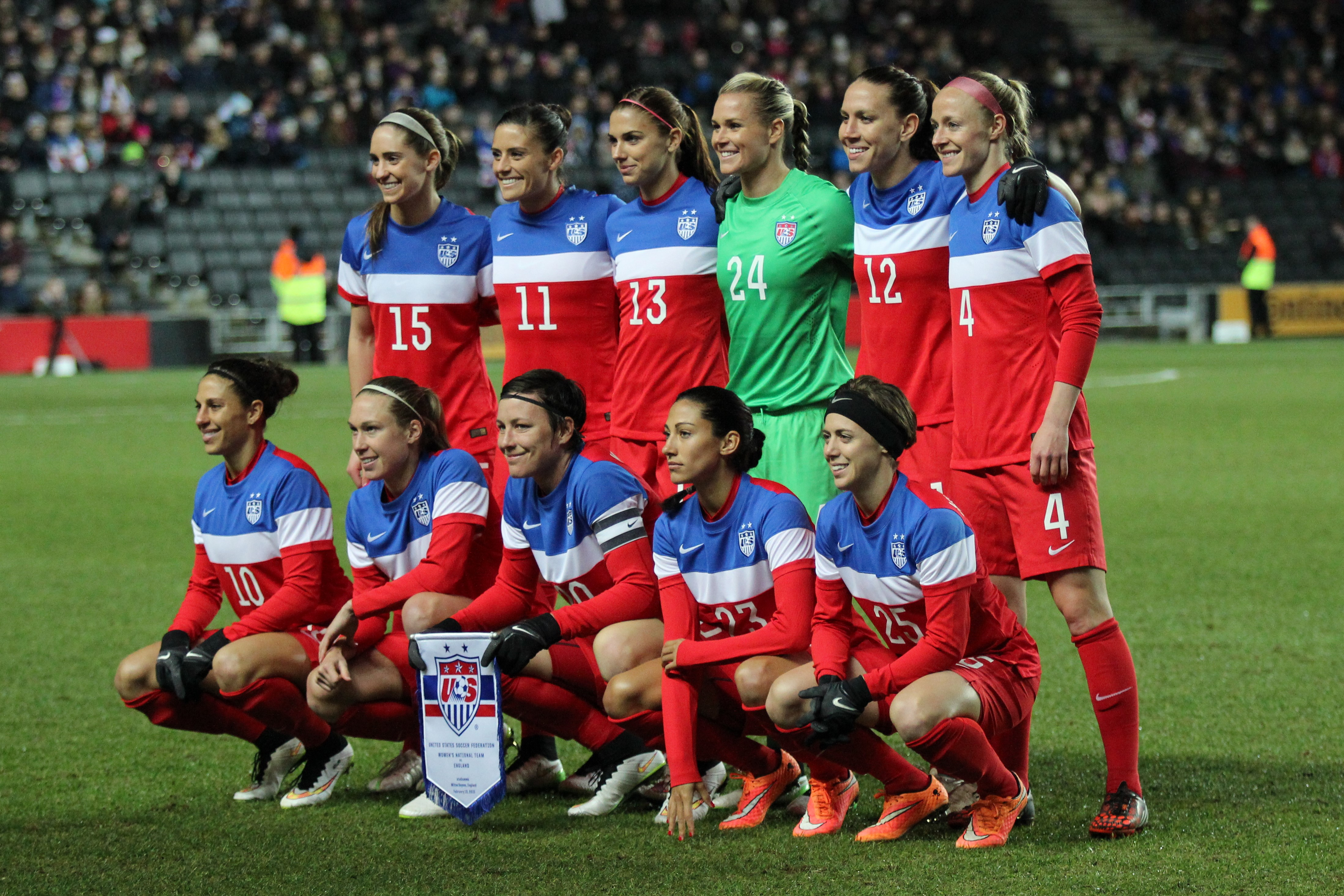
Brian (Nr. 15) mit der US-Nationalmannschaft vor dem Spiel gegen England am 13. Februar 2015

Gautrat spielte für die U-17, U-20- und U-23-Mannschaften der USA und lief unter anderem bei der U-20-WM 2012 auf, wo sie einen Treffer erzielen konnte. Am 15. Juni 2013 kam sie bei einem Freundschaftsspiel gegen Südkorea erstmals für die A-Auswahl der USA zum Einsatz, als sie von Nationaltrainer Tom Sermanni in der zweiten Halbzeit eingewechselt wurde. Ihren ersten Treffer erzielte Gautrat am 3. September 2013 beim Freundschaftsspiel gegen Mexiko, ihrem zweiten Länderspiel. Beim 1:0-Sieg gegen Kanada am 31. Januar 2014 stand sie erstmals in der Startelf. 2014 nahm sie erstmals am Algarve-Cup teil, bei dem die USA lediglich den 7. Platz belegten.
Sie wurde auch für den US-Kader der WM-2015 berufen. Sie kam in sechs Spielen zum Einsatz. Im ersten Gruppenspiel gegen Australien wurde sie in der 86. Minute für Megan Rapinoe eingewechselt. Gegen Schweden stand sie dann in der Startelf, wurde aber nach 58. Minuten ausgewechselt. Im letzten Gruppenspiel gegen Nigeria wurde sie nicht berücksichtigt. Im Achtelfinale gegen Kolumbien wurde sie in der 69. Minute für Abby Wambach eingewechselt. In den folgenden Spielen stand sie dann immer in der Startelf und spielte bis zum Ende des Spiels mit. Durch den Finalsieg gegen Japan, bei dem sie die Vorlage zum 5:2 gab, wurde sie nun auch Weltmeisterin mit der A-Nationalmannschaft.
Sie gehörte ebenfalls zum Kader für das Qualifikationsturnier für die Olympischen Sommerspiele 2016, das die USA gewannen. Dabei kam sie in allen fünf Spielen zum Einsatz, wurde aber beim 10:0 im letzten Gruppenspiel gegen Puerto Rico als einige Stammspielerinnen geschont wurden, erst beim Stand von 7:0 eingewechselt. Sie wurde als eine der beiden besten zentralen Mittelfeldspielerinnen ins Allstar-Team des Turniers gewählt und mit dem „Goldenen Ball“ als beste Spielerin ausgezeichnet. Bei den Olympischen Spielen wurde sie in den vier Spielen eingesetzt, schied aber im Viertelfinale durch Elfmeterschießen gegen Schweden aus und erreichte damit erstmals nicht das Finale.  Verletzungsbedingt kam sie 2017 nur zu sechs Länderspieleinsätzen. Auf dem Weg zu alter Fitness waren es 2018 zwölf Länderspiele, in denen sie den mithalf den SheBelieves Cup, das Tournament of Nations und den CONCACAF Women’s Gold Cup 2018 zu gewinnen, mit dem sich die USA für die WM 2019 qualifizierten. Am 1. Mai 2019 wurde sie für die WM 2019 nominiert. Bei der WM kam sie aber nur im zweiten Gruppenspiel gegen Chile zum Einsatz, als die meisten Stammspielerinnen nicht eingesetzt wurden, spielte da aber über 90 Minuten.

## Erfolge
- 2012: Gewinn der U-20-Weltmeisterschaft 2012
- Sieg beim CONCACAF Women’s Gold Cup 2014 und 2018
- Algarve-Cup-Siegerin 2015
- 2015: Gewinn der Frauenfußball-Weltmeisterschaft
- Siegerin des SheBelieves Cup 2016, 2018 und 2022
- Sieger des Tournament of Nations 2018
- Gewinn der Fußball-Weltmeisterschaft der Frauen 2019 (1 Einsatz)

## Privatleben
Im November 2017 heiratete sie den Fußballspieler Fabrice Gautrat. Am 27. Juni 2020 trat sie beim Spiel gegen Washington Spirit erstmals mit dem Namen „Gautrat“ auf dem Shirt an, um ihren Ehemann zu überraschen.